# 諏訪神社 (島本町)
諏訪神社（すわじんじゃ）は大阪府三島郡島本町大字尺代に鎮座する神社。

## 祭神
- 建御名方命

## 歴史
- 寛正2年（1461年）、諏訪明神を勧請。
- 明治5年（1872年）、村社に列す。
- 明治11年（1878年）、釈恩寺山門の東側、宇堂ノ尾より現在地に移祀。

## 境内
- 相殿社

## 祭事
1月6日の御頭渡し（まつりごとを司る御頭人の交代）では、新年の無事と五穀豊穣を祈願して弓射神事（大蛇に見立てた大注連縄の的に矢を射る）の後、大注連縄で綱引きを行う。